# Vegetarijanstvo
Vegetarijánstvo je način življenja, pri katerem človek ne je mesa in se izogiba izdelkom živalskega izvora, kot so usnje, krzno, svila itd. Gre za širok pojem, saj vegetarijance ločimo glede na izbor hrane, življenjski slog in svetovne nazore. Vzroki za vegetarijanski način življenja so lahko etični, zdravstveni, okoljevarstveni, ekonomski, verski ali filozofski.
Izraz, ki izvira latinske besede vegetus (čil, zdrav) – beseda torej ne izhaja iz angleške besede vegetable (zelenjava) –, so sestavili ustanovitelji prvega združenja vegetarijancev leta 1847 v pristaniškem mestu Ramsgate.

## Vrste vegetarijanstva
Obstaja veliko vrst vegetarijanstva, ti seznami pa prikazujejo nekatera vprašljiva živila. Osnovne in najbolj razširjene diete so:
- Laktovegetarijanstvo – dieta, pri kateri je poleg hrane rastlinskega izvora dovoljeno tudi uživanje mlečnih izdelkov.
- Ovovegetarijanstvo – dieta, pri kateri je poleg hrane rastlinskega izvora dovoljeno tudi uživanje jajc.
- Laktoovovegetarijanstvo – dieta, pri kateri je poleg hrane rastlinskega izvora dovoljeno tudi uživanje mlečnih izdelkov in jajc.
- Veganstvo – dieta, pri kateri meso, mleko in jajca niso dovoljena, med pa le občasno.[3] Etični vegetarijanci se izogibajo vsem izdelkom živalskega izvora (npr. usnje, volna, krzno), prehranski vegani ali popolni vegetarijanci pa živalske izdelke izključujejo le iz prehrane. Okoljsko veganstvo zavrača uporabo živalskih proizvodov na predpostavki, da je industrijska praksa okolju škodljiva in netrajnostna.
- Fleksiveganstvo – dieta, pri kateri se uživa predvsem vegansko hrano, občasno, vendar redko, pa tudi mleko, jajca in med, zlasti iz etično in ekološko manj sporne pridelave.

Bolj redke so nekoliko strožje diete:
- Presnojedstvo – dieta, ki ni nujno vegetarijanska. Hrano se uživa le nekuhano, nepredelano in pogosto organsko, kot pretežni del diete. Odvisno od življenjskega stila, lahko presnojedske diete vsebujejo izbor surovega sadja, zelenjave, oreščkov, semen (vključno s polnovrednimi žiti, npr. gaba riž), jajc, rib (npr. sašimi), mesa (npr. pršut in karpačo) ter nepasteriziranih nehomogeniziranih mlečnih izdelkov (mleko, sir, jogurt iz nepasterizirangea mleka).
- Sadjejedstvo (s tujko frutarijanstvo) – dieta, pri kateri se uživa le sadeže (ne le tiste, ki jih kulinarično uvrščamo med sadje, npr. slive, jabolka in pomaranče, temveč tudi plodove kot so paprike, jajčevci, paradižnik, kumare),  oreščke in semena, ne pa tudi živil živalskega izvora, zelenjave in žit.
- Makrobiotika – je dieta, pri kateri se uživajo predvsem polnozrnate žitarice, stročnice, zelenjavo in tradicionalno japonsko hrano. Vsi makrobiotiki niso popolni vegetarijanci, saj dieta dovoljuje tudi ribe.[4]

V sodobni družbi obstajajo številne oblike delnega vegetarijanstva, ki poleg sonaravno pridelane hrane rastlinskega izvora uživajo tudi mlečne izdelke, jajca, ribe, perutnino in občasno tudi drugo meso. Nekatere oblike dovoljujejo uživanje mesa v manjših količinah (dieta, ki dovoljuje tudi uživanje morskih živali, in sadežev ter dieta, ki dovoljuje meso le ob posebnih priložnostih). Vendar je vegetarijanska zveza zavzela stališče, da v takšnih oblikah prehranjevanja ne gre za vegetarijanstvo, saj so ribe in ptiči živali in ne rastline.
Vrste delnega vegetarijanstva:
- Fleksitarijanstvo – dieta, pri kateri se uživa predvsem hrano rastlinskega izvora, občasno, vendar redko, pa tudi meso.[7][8][9]
- Polotarijanstvo – dieta, pri kateri se poleg hrane rastlinskega izvora uživa tudi piščanca in drugo perutnino ter občasno ribe, ne uživa pa se mesa drugih živali.[10][11]
- Pesketarijanstvo – dieta, pri kateri se poleg hrane rastlinskega izvora uživa tudi ribe in preostalo morsko hrano, ne uživa pa se perutnine in rdečega mesa sesalcev.[12]
- Peskepolotarijanstvo – dieta, pri kateri se poleg hrane rastlinskega izvora uživa tudi ribe in perutnino, ne uživa pa se rdečega mesa sesalcev.

| Vrsta                   | meso        | perutnina   | ribe        | jajca       | mlečni izdelki | med         | rastlinska hrana |
| ----------------------- | ----------- | ----------- | ----------- | ----------- | -------------- | ----------- | ---------------- |
| Laktoovovegetarijanstvo | Ne          | Ne          | Ne          | Da          | Da             | Da          | Da               |
| Laktovegetarijanstvo    | Ne          | Ne          | Ne          | Ne          | Da             | Da          | Da               |
| Ovovegetarijanstvo      | Ne          | Ne          | Ne          | Da          | Ne             | Da          | Da               |
| Fleksiveganstvo         | Ne          | Ne          | Ne          | občasno     | občasno        | občasno     | Da               |
| Veganstvo               | Ne          | Ne          | Ne          | Ne          | Ne             | občasno     | Da               |
| Presno veganstvo        | Ne          | Ne          | Ne          | Ne          | Ne             | Ne          | samo presna      |
| Frutarijanstvo          | Ne          | Ne          | Ne          | Ne          | Ne             | Ne          | samo sadje       |
| Makrobiotika            | Ne          | Ne          | občasno     | Ne          | Ne             | Ne          | Da               |
| Presnojedstvo           | samo presno | samo presna | samo presne | samo presna | samo presni    | samo presni | samo presna      |
| Fleksitarijanstvo       | občasno     | občasno     | občasno     | Da          | Da             | Da          | Da               |
| Polotarijanstvo         | Ne          | Da          | občasno     | Da          | Da             | Da          | Da               |
| Pesketarijanstvo        | Ne          | Ne          | Da          | Da          | Da             | Da          | Da               |
| Peskepolotarijanstvo    | Ne          | Da          | Da          | Da          | Da             | Da          | Da               |

## Zgodovina
Prvi zapisi o (lakto)vegetarijanstvu izhajajo iz starodavne Indije in antične Grčije 6. stol. pr. nš. št. V obeh kulturah je bil tovrsten način prehranjevanja tesno povezan z načelom nenasilja nad živalmi (ahimsa v sanskrtu). Glasniki vegetarijanstva so bili zlasti filozofi in religiozne skupine.
Vegetarijanstvo so tako zagovarjali že Pitagora, Sokrat, Platon, kasneje pa Leonardo da Vinci, Milton, Newton, Rabindranat Tagore, Albert Schweitzer, Albert Einstein in številni drugi.
Številne religije so zagovarjale in še zagovarjajo vegetarijanstvo v bolj ali manj strogih oblikah. To zagovarjajo različne krščanske vere, budizem in različne sekte, ki so najbolj razširjene v Indiji. Kljub temu, da so bili mnogi zgodnji kristjani vegetarijanci, je to s kristanjanizacijo Rimskega cesarstva v pozni antiki praktično izginilo iz Evrope. Nekateri srednjeveški meniški rodovi so omejili ali prepovedali uživanje mesa zaradi askestskih razlogov, vendar pa se niso odrekli ribam. Vegetarijanstvo se znova pojavi v renesansi in je dobilo veliki zamah po tem, ko je v Angliji leta 1847 ustanovljeno prvo vegeterijansko društvo; kasneje sledijo še Nemčija, Nizozemska ter druge države. Na Zahodu se je močno razširilo v 20. stoletju, kot posledica prehranjevalnih, etičnih, in nedavno še okoljskih ter ekonomskih pomislekov. Na Slovenskem je postalo aktualno v zadnjih letih predvsem zaradi situacij, ki se dogajajo v živinoreji in novih boleznih, ki se prenašajo z mesom.

## Razlogi za vegetarijanstvo
Včasih so bili le redki posamezniki iz verskih zahtev vegetarijanci. Danes se med razlogi za vse večje število vegetarijancev navaja predvsem nastanek različnih bolezni, ki so povezane z mesno prehrano, neodgovoren odnos do živali, obremenitev za okolje in pozitivni zdravstveni učinki.

### Etičnost
Glej tudi Pravice živali.
V industriji se živali pogosto zlorablja. Večina živali, ki se jih redi za pridelavo hrane, se gnetejo v premajhnih prostorih in tudi sicer bivajo v zelo slabih razmerah, brez svežega zraka, naravne svetlobe in naravne hrane. Namen industrije je pridelati čim več s čim manjšimi stroški.
Dokler bodo klavnice, bodo bojišča. Vegetarijanska prehrana je preizkusni kamen za človekoljubnost. Čeprav večina nas aktivno ne opravičuje ubijanja, smo razvili navado, ki jo družba podpira, da redno uživamo meso, ne da bi se zares zavedali, kaj so storili živalim, ki jih jemo!— Lev Nikolajevič Tolstoj

### Okoljski dejavniki
Pridelava mesa obremenjuje okolje. Zaradi pridobivanja zemlje v namen vzreje živali se uničuje gozd, posledično se širijo puščave, porablja velike količine energije, različne snovi za pospeševanje rasti pa onesnažujejo vodo, skupaj z odplakami iz farm.
Glede na novo poročilo, ki ga je objavila Organizacija Združenih narodov za prehrano in kmetijstvo (FAO), ustvarja živinorejski sektor, katerega glavni proizvod so mesni izdelki, več emisij toplogrednih plinov kot prometni sektor. Prav tako je glaven vzrok degradacije zemlje in vode.
Ta sektor predstavlja tudi velik delež drugih škodljivih toplogrednih plinov. Proizvaja namreč 65 % dušikovega oksida, povezanega s človekovimi dejavnostmi. Živinoreja prav tako prispeva 37 % vsega metana, ki ga povzroča človek, ter 64 % amoniaka, ki je pomemben povzročitelj kislega dežja.
Za proizvodnjo krme za rejne živali je danes v uporabi 33 % orne zemlje po vsem svetu. Ker se zaradi pridobivanja novih površin za živinorejo krčijo gozdovi, je ta glavni povzročitelj krčenja gozdov, zlasti v Latinski Ameriki, kjer je bilo približno 70 % nekdanjih amazonskih gozdov spremenjenih v pašnike.  V statističnih podatkih lahko zasledimo, da je več kot tretjina svetovnega pridelka žita namenjena vzreji živine. Teoretično bi lahko s takšno količino žita nahranili veliko več prebivalstva, kot pa če ga uporabimo za vzrejo živine.

### Religija
Zgodnji grški in hebrejski miti govorijo o ljudeh, ki so prvotno jedli sadje.
Budizem poudarja načelo neškodovanja ahisma. Šakjamuni Buda tako svari svoje učence, naj ne jedo mesa, sicer se jih bodo druga živa bitja začela bati: »Uživanje mesa je le pridobljena navada. V začetku se nismo rodili z željo po mesu. Ljudje, ki uživajo meso, si iztrgajo svoje seme Velike Milosti. Ljudje, ki uživajo meso, ubijajo drug drugega in jedo drug drugega... v tem življenju jaz tebe in v naslednjem življenju ti poješ mene... in ves čas se nadaljuje na ta način.«
Mnogi zgodnji taoisti, zgodnji kristjani in judje so bili vegetarijanci. V Svetem pismu je zapisano: »In Bog reče: Glejta, dal sem vama zelenjavo, ki rodi seme, katera je na površju vse zemlje in vse drevje, na katerem je sad drevesni, ki rojeva seme: bodi vama v hrano. Vsem Živalim pa na zemlji in vsem pticam pod nebom in vsemu kar lazi po zemlji, v katerih je duša živa, sam dal vso zelenjavo zeleno v hrano,« »Vendar mesa s krvjo njegovo, ki je duša njegova, ne jejte,« »Dobro je ne jesti mesa in ne piti vina.« Danes se v krščanstvu vegetarijanstva ne prakticira več, z izjemo nekaterih sekt.
Sveta islamska knjiga Koran v več verzih prepoveduje uživanje svinjine, razen v izrednih okoliščinah, kot sta vojna ali lakota, ki se ji ni mogoče izogniti drugače.

### Zdravje
Za številne so glavni razlog spodbudni zdravstveni rezultati in varnost vegetarijanske prehrane.
Ameriška dietična zveza in Dietetiki Kanade so zapisali: »Vegetarijanske diete ponujajo raznolike prehranske koristi, vključno z manj nasičenimi maščobami, holesterola in živalskih beljakovin, prav tako pa več ogljikovih hidratov, vlaknin, magnezija, kalija, vitamina B9 (folna kislina) in antioksidantov, kot vitamina C in E ter rastlinskih kemikalij«.
Različne študije dokazujejo, da se s pomočjo vegetarijanstva lažje nadzoruje telesno težo in zmanjša tveganje za bolezni srca in ožilja. V vegetarijanski prehrani je manj hormonov, z izjemo soje, ki vsebuje fitoestrogen, zato obstaja možnost zapoznele pubertete.
Vegetarijanci morajo živila izbirati zelo pazljivo, da zagotovijo telesu vse potrebne snovi. Nekateri dopolnjujejo prehrano s sojo in sojinimi izdelki (nadomestek za beljakovine živalskega izvora), večina jih uživa stročnice, oreške, sezam in druga semena. Vegetarijanska prehrana vsebuje več vitaminov in mineralov kot mesna (glej spodnje tabele).
| Živilo                         | % beljakovin |
| ------------------------------ | ------------ |
| sojin beljakovinski koncentrat | 65           |
| sojina moka (nemastna)         | 50           |
| sojina moka (polmastna)        | 44           |
| sojino mleko                   | 36           |
| arašidi                        | 24           |
| grah                           | 24           |
| leča                           | 24           |
| ostale stročnice               | ±24          |
| kuhano jajce                   | 23           |
| kruh                           | 23           |
| trdi sir                       | 22           |
| kvas                           | 15           |
| pšenična moka                  | 13           |

| Vitamin | Viri                                                         |
| ------- | ------------------------------------------------------------ |
| A       | zelena zelenjava, korenje, paradižnik                        |
| B1      | pšenični kalčki, kvas                                        |
| B2      | krompir (glej B1)                                            |
| B3      | vsa zelenjava                                                |
| B5      | glej B1                                                      |
| B6      | glej B1                                                      |
| B12     | mlečni proizvodi                                             |
| C       | sveže sadje in zelenjava                                     |
| D       | mlečni proizvodi, margarina                                  |
| E       | zelena zelenjava, pšenični kalčki, olje, polnozrnati kosmiči |
| H       | mlečni proizvodi, banane                                     |
| K       | zelenjava, kosmiči                                           |
| M       | sveže sadje (še posebej pomaranče) in zelenjava              |

Najnovejše raziskave so pokazale, da je prehrana delno vegetarijanskih prebivalcev grškega Mediterana, ki temelji na olivnem olju, sveži zelenjavi in je bogata s sadjem, zmanjšuje pogostost astme in alergij dihalnih poti pri otrocih in velja ena izmed najbolj zdravih. Na podlagi tega Svetovna zdravstvena organizacija priporoča tako prehranjevanje pljučnim bolnikom in alergikom.

### Varnost prehrane
V zadnjih letih so se pojavili različni dokazi, da veliko obolelih živali v mesni industriji v celoti ne zavržejo, v Nemčiji pa je v začetku leta 2007 izbruhnila afera o prodaji rdečega mesa z že pretečenim rokom. Velike multinacionalke naj bi poceni delovno silo iz držav Vzhodne Evrope podkupovali in jih tako prepričali, da staro meso operejo in ga zavijejo v novo embalažo.
Zaradi tega obstaja verjetnost, da kupec zaužije okuženo meso ter zboli za isto boleznijo. Poleg tega se zaradi zdravljenja živali, pospeševanja rasti v mesu kopičijo hormoni, antibiotiki in druge škodljive snovi. Te snovi se kljub termičnim obdelavam mesa v njem ohranijo, morebitni kupci pa jih zaužijejo.
Meso pomeni za zdravje ljudi tudi nevarnost. Določene nalezljive bolezni se prenašajo z mesom, ki jih povzročajo zajedavci, ki živijo v živalskih tkivih in se s hrano prenesejo v človeka. Najbolj znani od njih so trakulje, metljaj, virus H5N1 (ptičja gripa) ipd. Veliko ljudi se je mesni prehrani in mlečnim izdelkom odreklo po izbruhu epidemije norih krav, saj je dokazano, da se bolezen v nekaterih primerih prenaša tudi na človeka.
Varnost večinoma okolju prijaznih izdelkov vegetarijanske prehrane potrjujejo številni stalni biološki preizkusi zdravstvene varnosti, v obliki certifikatov priznanih evropskih inštitutov. Tudi v Sloveniji obstajajta dva certifikata, ki potrjujeta zdravstveno varnost izdelkov - Ekološki izdelek in BIODAR, zanju pa skrbi Inštitut za kontrolo in certifikacijo univerze v Mariboru.

## Zdravstveni vidiki vegetarijanstva

### Vnos hranil
V splošnem vegetarijanske diete vsebujejo relativno veliko količino žitaric, stročnic, oreščkov, sadja in zelenjave. V smislu hranil so vegetarijanske diete bogate z ogljikovimi hidrati, n-6 maščobnimi kislinami, vlakninami, karotenoidi, folno kislino, vitaminom C in E ter magnezijem. Nizka pa je vsebnost proteinov, nasičenih maščob, dolgoverižnih n-3 maščobnih kislin, retinola, vitamina B12 in cinka. Vegani imajo še posebno nizek vnos vitamina B12 in kalcija.

#### Esencialne maščobne kisline
Rastlinska hrana je bogata z linolno in α-linolensko kislino, vsebnost dolgoverižnih n-3 nenasičenih maščobnih kislin kot sta EPA (eikozapentaenojska kislina) in DHA (dokozaheksaenojska kislina) pa je nizka. N-3 maščobne kisline so nujno potrebne za normalno funkcijo celičnih membran, ustrezen razvoj in funkcijo možgan in živčnega sistema. Študije so pokazale manjšo plazemsko koncentracijo n-3 maščobnih kislin pri vegetarijancih v primerjavi z nevegetarijanci, ta vrednost je še posebej nizka pri veganih. Vir EPA in DHA pri nevegeterijancih so ribe in morski sadeži, vegetarijanci pa ju pridobijo s pretvorbo α-linolenske kisline. Vegetarijanska dieta je bogata z linolno kislino, ki pa lahko zmanjša pretvorbo α-linolenske kisline v EPA in DHA, zato je potreben uravnotežen vnos linolne in α-linolenske kisline.

#### Proteini
Vnos proteinov je pri vegetarijancih nižji kot pri nevegetarijancih, vendar še vedno zadošča priporočenim dnevnim potrebam. Vegetarijanci lahko potrebe po esencialnih aminokislinah zadovoljijo z raznoliko rastlinsko prehrano. V žitih npr. primanjkuje aminokisline lizina, v sadju in zelenjavi pa metionina in cisteina. Vir proteinov predstavljajo: oreščki, semena, stročnice, žitarice, pri laktoovovegetarijancih pa so vir proteinov tudi mlečni izdelki in jajca.

#### Vitamini

##### Vitamin B12
Glavni vir vitamina B12 je hrana živalskega  izvora, za vegeterijance pa so edini vir tega vitamina mlečni izdelki in jajca ter izdelki obogateni z vitaminom B12 in prehranska dopolnila. Hudo pomankanje vitamina B12 povzroča ireverzibilne nevrološke okvare in zato predstavlja veliko zdravstveno tveganje. Pomankanje vitamina B12 je pogosto pri veganih, vendar pa so simptomi megaloblastne anemije, ki je sicer posledica pomanjkanja tega vitamina, zamaskirani. Vzrok za to je uživanje hrane bogate s folno kislino (zelenjava, sadje, oreščki, polnozrnate žitarice). Zadostitev potreb po vitaminu B12 je potrebna predvsem pri veganih in vegeterijncih v času nosečnosti, med dojenjem in v fazi rasti, ko so potrebe po vitaminu povečane.

##### Vitamin D
Vir vitamina D poleg izpostavljenost sončnim žarkom v vegetarijanski dieti predstavljajo mlečni izdelki, pri veganih pa hrana obogatena z vitaminom D. Rahitis, ki je posledica pomanjkanja vitamina D, je pogost pri otrocih veganov, ki so bili dlje časa dojeni in niso prejemali vitamina D v obliki dopolnila. Pogost je tudi pri otrocih vegetarijancev, ki ne uporabljajo z vitaminom D obogatenih mlečnih izdelkov.

#### Minerali

##### Kalcij
Tveganje za pomanjkanje kalcija se pojavlja predvsem pri veganih, zaradi majhnega vnosa kalcija in zaradi prisotnosti inhibitorjev absorpcije kalcija (vlaknine, fitinskain oksalna kislina), ki so prisotni v hrani rastlinskega izvora. Za zagotovitev zadostnih količin kalcija v času rasti pri veganih, so potrebna prehranska dopolnila ali s kalcijem obogateno sojino mleko ali sokovi. Če je status vitamina D, se problemi povezani s pomanjkanjem kalcija redko pojavijo. Za razliko od veganov pa je vnos kalcija pri laktovegetarijancih velik, zaradi uživanja velikih količin mleka bogatega s kalcijem.

### Vegetarijanstvo in bolezni
V zadnjih nekaj desetletjih je veliko pozornosti usmerjene v vegetarijansko prehrano in življenjski stil v povezavi z zmanjšanim tveganjem za kronične degenerativne bolezni. Dejavniki in pozitivni učinki se razlikujejo od bolezni do bolezni. Dokazali so, da so vegetarijanci vitkejši in da v manjši meri trpijo zaradi zaprtja, prav tako pri njih opazimo zmanjšano pojavnost pljučnega raka in alkoholizma. Vegetarijanci nimajo težav z zaprtjem, saj zaužijejo veliko nevodotopnih vlaknin kot so celuloza, lignin in nekatere hemiceluloze, ki povečajo volumen črevesne vsebine in tako pomagajo pri odvajanju. Veliko vegetarijancev se izogiba alkoholu in tobaku, zaradi česar sta pri njih pljučni rak in alkoholizem redkejša. Moč dokazov je zadovoljiva tudi pri  proučevanju pozitivnih učinkov vegetarijanstva na krvni pritisk, smrtnost zaradi bolezni koronarnih arterij, diabetes tipa 2 in žolčne kamne. Moč dokazov za manjše tveganje za  druge kronične degenerativne bolezni je šibkejša. Te bolezni vključujejo raka na prsih, divertikularno bolezen debelega črevesa, raka debelega črevesa, ledvične kamne, osteoporozo in dentalne bolezni.

#### Smrtnost
Rezultati študij, ki so preučevale umrljivost, so pokazali, da je smrtnost pri vegetarijancih manjša v primerjavi z nevegetarijanci. Razlog za to lahko najdemo v načinu prehranjevanja, zdravem življenjskem stilu (vitkost, izogibanje kajenju, drogam, alkoholu, večja fizična aktivnost) in družbenemu sloju.

#### Vitkost
Vegetarijanci so vitkejši kot nevegetarijanci. Njihova telesna teža je bližje idealni. Občasno se vitkost lahko približuje podhranjenosti, kar lahko vodi do problemov z rastjo. 
Povezavo vegetarijanske prehrane z vitkostjo lahko razložimo s poudarkom, ki ga vegetarijanci dajo na kontrolo zaužite hrane, fizično aktivnost in nizkokalorično, nemastno in z vlakninami bogato hrano.

#### Krvni tlak
Vegetarijanci, še posebej vegani, imajo pogosto nižji pritisk kot nevegetarijanci, kar lahko pripišemo njihovi vitkosti, nekajenju, večji fizični aktivnosti, neuživanju alkohola in drugim vidikom njihove diete, kot so vnos Na, Ca, Mg in K.

#### Kardiovaskularne bolezni
Smrtnost zaradi bolezni koronarnih arterij je pri vegetarijancih nižja kot pri nevegetarijancih. Pri vegetarijancih po navadi opažamo nižjo koncentracijo celokupnega holesterola in LDL holesterola. Znižanje koncentracije HDL in povišanje koncentracije trigliceridov je od tipa vegetarijanstva. Prehrana, ki vsebuje malo maščob, nasičenih maščobnih kislin in holesterola, lahko zniža koncentracijo lipoproteinov A, B in E v krvi. Pri nekaterih tipih vegetarijanstva lahko opazimo zmanjšano viskoznost krvi, zaradi spremembe v kompoziciji in funkciji trombocitov.

#### Sladkorna bolezen
Umrljivost zaradi diabetesa mellitusa je pri vegetarijancih za polovico manjša kot pri nevegetarijancih. Ker imajo vegetarijanci nižjo telesno težo, se pri njih  hiperinzulinemija in zmanjšana občutljivost tkiv na insulin pojavljata v manjši meri. Kot rezultat tega je tudi manjša možnost za razvoj diabetesa tipa 2. V prehrani vegetarijancev najdemo več kompleksnih ogljikovih hidratov in vlaknin kot v nevegetarijanski prehrani. Visoka vsebnost kompleksnih ogljikov hidratov dobro vpliva na metabolizem ogljikovih hidratov, saj zmanjša bazalni nivo glukoze v krvi. Nizka vsebnost maščob, nasičenih maščobnih kislin in holesterola v prehrani večine vegetarijancev vodi v znižano serumsko koncentracijo holesterola, kar zmanjša tveganje za aterosklerozo, ki je pogost zaplet pri sladkorni bolezni. Tudi vlaknine vplivajo na metabolizem glukoze. Najboljši učinek opazimo pri tistih vlakninah, ki so topne v vodi, kot so gumiji, pektini in nekatere hemiceluloze. Te zadržijo praznjenje želodca in upočasnijo sproščanje glukoze iz želodca ter tako zmanjšajo absorpcijo ogljikovih hidratov. Uživanje vlaknin naj bi povečalo občutljivost tkiv na insulin in tako zmanjšalo koncentracijo glukoze v krvi.

#### Žolčni kamni
Žolčni kamni so manj pogosti pri vegetarijancih, najverjetneje zaradi nižje telesne teže, uživanja hrane z manjšo kalorično vrednostjo in nizko vsebnostjo holesterola…

#### Divertikularna debelega črevesa
Divertikularna bolezen debelega črevesa je pri vegetarijancih manj pogosta najverjetneje, zaradi večjega vnosa nevodotopnih vlaknin, ki povečajo volumen črevesne vsebine in olajšajo defekacijo.

#### Rak debelega črevesa
Rak debelega črevesa se pri vegetarijancih pojavlja manj pogosto kot pri nevegetarijancih. Nekatere teorije predlagajo , da so sekundarne žolčne kisline tumor promotorji ter, da višje razmerje med sekundarnimi in primarnimi kislinami poveča tveganje za pojav te bolezni. Pri veganih je to razmerje najmanjše, sledijo jim lakto-ovo vegeterijanci , najvišje razmerje pa imajo nevegeterijanci.Obstajale naj bi tudi razlike v vrsti oziroma metabolizmu kolonalnih bakterij med vegetarijanci in nevegetarijanci, vendar njihov vpliv na pojavnost raka debelega črevesja še ni raziskan. Pri vegeterijancih je nivo proliferacije celic debelega črevesja relativno nizek, medtem ko pri ljudeh z visokim tveganjem za raka debelega črevesja pogosto opažamo hitro rast celic in proliferacijske nepravilnosti. Vegetarijanci imajo v serumu višjo koncentracijo karotenoidov, kar naj bi bilo povezano z nižjo pojavnostjo raka.
Nekatere raziskave kažejo, da prehrana bogata s kalcijem preprečuje kancerogen učinek žolčnih kislin na lumen debelega črevesja. V skladu s to teorijo naj bi imela prehrana z malo maščobami, holesterola ter bogata z vlakninami in kalcijem protektivno vlogo pri razvoju raka debelega črevesja. 

#### Pljučni rak
Pri vegetarijancih opazimo manjšo pojavnost pljučnega raka kot pri nevegetarijancih, kar pa lahko pripišemo dejstvu, da veliko vegetarijancev ne kadi. Kajenje pa je najpogostejši vzrok za razvoj pljučnega raka. Nekatere epidemiološke študije pa so pokazale, da  ima tudi prehrana vpliv na zmanjšano pojavnost te bolezni. Beta-karoteni, provitamin A in nekatere še neidentificirane komponente zelene in rumene zelenjave naj bi imeli protektiven učinek.

#### Ledvični kamni
Pojavnost ledvičnih kamnov je manjša pri vegetarijancih. Možni vzroki za to so zmanjšana urinarna ekskrecija sečne kisline, večji vnos tekočine in aktivnejši življenjski slog. V živalski mesni hrani najdemo purine, ki se med procesom metabolizma se pretvarjajo v sečno kislino. Vegetarijanska prehrana vsebuje manj purinov, zato je produkcija sečne kisline pri njih zmanjšana.

#### Osteoporoza
Osteoporoza se pri vegetarijancih pojavlja v enaki meri kot pri nevegetarijancih, kljub številnim dejavnikom, ki bi lahko pri vegetarijancih inhibirali absorpcijo kalcija.

#### Dentalne bolezni
Dentalno erozijo so opazili pri vegetarijancih, ki so uživali veliko sadja in zelenjave med obroki, ampak se je to pojavilo relativno redko. Prav tako obstaja malo dokazov, ki bi pričali o tem, da so vegetarijanci bolj nagnjeni h kariesu in peridontalnim boleznim kot nevegetarijanci.

## Demografija
Študija raziskovalne agencije Yankelovich iz leta 1992 kaže, da je večina vegetarijancev ženskega spola (»od 12,4 milijonov oseb [v ZDA], ki se opredeljujejo za vegetarijance; 68 % je žensk, medtem ko je zgolj 32 % moških«
Izsledki leta 2003 v ZDA opravljene raziskave kažejo, da se za vegetarijance opredeljuje 4–10 % populacije, zgolj 2,8 % pa nikoli ne je mesa (od tega je približno tretjina do polovica veganov), perutnine ali rib oz. morskih sadežev. Ostali so "občasni vegetarijanci" ali "delni vegetarijanci".
Vegetarijanstvo je najbolj razširjeno v Indiji (30 %), izmed evropskih držav pa v Švici (14 %). Za Slovenijo ni podatkov.

## Način življenja
Vegetarijanstvo je tudi način življenja, pri katerem se živali spoštuje in ne ubija. Zato obstajajo tudi nadomestki naravnega usnja, krzna, svile in volne iz rastlinskih ali umetnih vlaken.
Z usnjem se srečujemo vsak dan, še posebno na delovnih mestih (pisarniški stoli, moški elegantni čevlji, varnostnih pasovih in suknjiči). Večino naravnega usnja je mogoče nadomestiti s sintetičnimi vlakni (t. i. umetno usnje).
Tudi za izdelavo dragocene svile je potrebno uničiti veliko bub sviloprejke. Alternative svili so se pojavile kmalu zatem, ko je začelo zmanjkovati bub. »Mirovna svila« je narejena iz kokonov indijskih moljev, ki imajo sposobnost obnavljanja. Druga alternativa je narejena iz fine preje bambusovih niti.
V Sloveniji je v večjih mestih nekaj vegetarijanskih restavracij in specializiranih trgovin z izdelki za vegane (seznam na HappyCow.net). Prav tako pa je Slovenija druga vodilna evropska država po številu vegetarijanskih restavracij na milijon prebivalcev.